# Архиепархия Квебека
Архиепархия Квебека (лат. Archidioecesis Quebecensis) — архиепархия Римско-Католической церкви с центром в городе Квебек, Канада. Архиепархия Квебека является самой первой католической епархией, созданной в Канаде в 1658 году. В митрополию Монреаля входят епархии Шикутими, Сен-Анн-де-ла-Покатьера, Труа-Ривьера. Кафедральным собором архиепархии является собор Нотр-Дам-де-Квебек.

## История
Впервые на территорию провинции Квебек прибыли иезуиты в начале XVII века. В 1632 году иезуитские миссии были переданы под управление архиепископа Руана. 11 апреля 1658 года был создан апостольский викариат Новой Франции, в юрисдикции которого находились все французские колонии в Северной Америке вплоть до Луизианы.
Первый епископ апостольского викариата Франсуа де Монморанси-Лаваль основывал новые приходы, строил храмы во французских колониях Новой Франции. В 1663 году он основал первую католическую семинарию. Всего он основал около двадцати церквей. 1 октября 1674 года апостольский викариат Новой Франции был преобразован Святым Престолом в епархию Квебека. В 1688 году епископ Франсуа де Монморанси-Лаваль ушёл в отставку. Его преемник Жан-Батист де ла Круа-де-Сен Валье Шеврер продолжил работу по организации епархии. В епархии стали основываться новые иезуитские миссии среди индейского населения. Во время англо-франкской войны за колонии в Северной Америке, епископ Жан-Батист Шеврер был взят в плен в 1704 году и отправлен во Францию, где он пробыл до 1713 года.
В 1753 году епархия Квебека уступила часть своей территории новой апостольской префектуре островов Сен-Пьер и Микелон. После Парижского договора 1783 года юрисдикция епархии Квебека совпадала с границами сегодняшней Канады. 30 мая 1784 года, 4 июля 1817 года и 12 января 1819 года епархия Квебека уступила соответственно часть своей территории новым апостольской префектуре Ньюфаунленда (сегодня — Архиепархия Сент-Джонса), апостольскому викариату Новой Шотландии (сегодня — Архиепархия Галифакса) и апостольскому викариату Верхней Канады (сегодня — Архиепархия Кингстона).
12 января 1819 года Римский папа Пий VII издал бреве In summa Apostolatus, которым присвоил епархии Квебека статус архиепархии. 1 февраля 1820 года архиепархия Квебека уступила острова Антикости и Лабрадор новому Апостольскому викариату Ньюфаундленда.
12 июля 1844 года архиепархия Квебека была возведена в ранг митрополии Римским папой Григорием XVI.
Архиепархия Квебека несколько раз отдавала часть своей территории в пользу новообразованных католических структур:
- 11 августа 1829 года — в пользу епархии Шарлоттауна;
- 13 мая 1836 года — в пользу возведения епархии Монреаля;
- 1 декабря 1843 года — в пользу образования Апостольского викариата Орегона (сегодня — Архиепархия Портленда);
- 16 апреля 1844 года — в пользу образования Апостольского викариата Северо-Восточной Канады (сегодня — Архиепархия святого Бонифация);
- 8 июня 1852 года — в пользу епархий Сент-Иасента и Труа-Ривьера;
- 15 января 1867 года — в пользу епархии святого Германа;
- 28 августа 1874 года — в пользу епархии Шербрука;
- 28 мая 1878 года — в пользу епархии Шикутими;
- 23 июня 1951 года — в пользу епархии Сент-Ан-де-ла-Покатьера.

## Ординарии архиепархии
- Блаженный епископ Франсуа де Монморенси-Лаваль (11.04.1658 — 24.01.1688);
- епископ Jean-Baptiste de la Croix Chevrière de St. Vallier (апрель 1685 — 26.12.1727);
- епископ Louis-François Du Plessis de Mornay (26.12.1727 — 12.09.1733);
- епископ Pierre-Herman Dosquet (12.09.1733 — 25.06.1739);
- епископ François-Louis Pourroy de L’Auberivière (22.03.1739 — 20.08.1740);
- епископ Henri-Marie du Breuil de Pontbriand (30.11.1740 — 8.06.1760);
- епископ Jean-Olivier Briand (21.01.1766 — 29.11.1784);
- епископ Louis-Philippe-François Mariauchau d’Esglis (2.12.1784 — 4.06.1788);
- епископ Jean-François Hubert (12.06.1788 — 1.09.1797);
- епископ Pierre Denaut (1.09.1797 — 17.01.1806);
- архиепископ Joseph-Octave Plessis (17.01.1806 — 4.12.1825);
- архиепископ Bernard-Claude Panet (4.12.1825 — 14.02.1833);
- архиепископ Joseph Signay (14.02.1833 — 3.10.1850);
- архиепископ Pierre-Flavien Turgeon (3.10.1850 — 25.08.1867);
- архиепископ Charles-François Baillargeon (12.04.1855 — 13.10.1870);
- кардинал Эльзеар-Александр Ташро (24.12.1870 — 12.04.1898);
- кардинал Луи-Назер Бежен (12.04.1898 — 18.07.1925);
- архиепископ Поль-Эжен Руа (18.07.1925 — 20.02.1926);
- кардинал Феликс-Ремон-Мари Руло (9.07.1926 — 31.05.1931);
- кардинал Жан-Мари-Родриг Вильнёв (11.12.1931 — 17.01.1947);
- кардинал Морис Руа (2.07.1947 — 20.03.1981);
- кардинал Луи-Альбер Вашон (20.03.1981 — 17.03.1990);
- архиепископ Морис Кутюр (17.03.1990 — 15.11.2002);
- кардинал Марк Уэлле (15.11.2002 — 30.06.2010);
- кардинал Жеральд Лакруа (22.02.2011 — по настоящее время).

## Источник
- Annuario Pontificio, Libreria Editrice Vaticana, Città del Vaticano, 2003, ISBN 88-209-7422-3
- Бреве In summa Apostolatus, Bullarium pontificium Sacrae congregationis de propaganda fide, т. IV, Romae, 1841, стр. 374 Архивная копия от 2 апреля 2015 на Wayback Machine  (лат.)
- Бреве Inter multiplices, Bullarium pontificium Sacrae congregationis de propaganda fide, т. IV, Romae, 1841, стр. 378 Архивная копия от 2 апреля 2015 на Wayback Machine  (лат.)
- Бреве Cum per similes, Raffaele de Martinis, Iuris pontificii de propaganda fide. Pars prima, т. V, Romae, 1893, стр. 342  (лат.)